# Гептнер, Эрик Георгиевич
Э́рик Гео́ргиевич Ге́птнер (6 сентября 1907, Москва — 1 июля 1944) — советский военный лётчик, Герой Российской Федерации (2.06.1996), гвардии старший лейтенант.

## Биография
Родился в Москве в семье бухгалтера Георгия (Георга-Юлиуса) Андреевича Гептнера (1867—1935), отправлявшего до революции должность кистера, управляющего делами и бухгалтера реформаторской лютеранской церкви в Малом Трехсвятительском переулке в Москве. Мать — Валерия (Валерия-Цецилия) Августиновна (1876—?), урождённая Ковалевская, лютеранка, немецко-польского происхождения из городка Каратошина под Познанью. Родители поженились в 1896 году, в семье было 5 детей.
В 1926 году окончил школу-семилетку в Большом Трехсвятительском переулке. Начал работать чернорабочим на стройке Боткинской больницы, а затем уехал в г. Ленинград. Там поступил в Военно-теоретическую школу ВВС КА, после окончания которой был направлен в Борисоглебск во 2-ю школу военных лётчиков ВВС. В 1928 году окончил её и был направлен в г. Брянск в 15-ю авиабригаду ВВС БВО на должность военного лётчика. В 1930 году уволен в запас по состоянию здоровья и до 1943 года работал в системе Гражданского воздушного флота, перегоняя самолёты с Дальнего Востока на запад. В июне 1943 года случайно встретил на аэродроме в Иркутске своего старого друга Героя Советского Союза И. Г. Шаманова. Шаманов, невзирая на запрет использовать немцев на фронте, на своём самолете привёз Эрика прямо в свой полк, базировавшийся под Ленинградом. Э. Г. Гептнер сразу стал летать на боевые задания, еще не имея воинского звания. Лишь позднее по представлению В. С. Гризодубовой распоряжением адмирала Н. Г. Кузнецова и генерал-полковника С. Ф. Жаворонкова официально зачислен в полк. С июля 1943 года передан из Гражданского Воздушного флота в распоряжение начальника ВВС ВМФ. Приказом начальника ВВС ВМФ № 075 от 16 июля 1943 года назначен лётчиком 1 гмтап ВВС БФ, с 12 июня 1944 года — командир звена 1аэ этого же полка. 1 июля 1944 года не вернулся с боевого задания в районе Балтийского моря.
За отличное выполнение боевых заданий, смелость и мужество награждён тремя орденами Красного Знамени (Приказы ККБФ №_ от 14.10.43 г.; № 16 от 28.02.44 г.; № 40 от 27.05.44 г.) и медалью «За оборону Ленинграда». Указом Президента Российской Федерации № 619 от 2 мая 1996 года старшему лейтенанту Эрику Гептнеру было присвоено звание Герой Российской Федерации (посмертно).
В городе Пионерском Калининградской области, возле которого он погиб, есть улица, названная его именем.

## Семья
- Первая жена — Елизавета Павловна Гептнер, урождённая Левашёва, дочь священника[3];
- Вторая жена — Ирина Николаевна Гептнер, урождённая ?[4]
- Брат — Александр (1898—1900)[1]
- Брат — Владимир (1901—1975), зоолог, биогеограф, профессор МГУ[1]
- Брат —  Георгий (1905—1951)[5], летчик, водил тяжелые транспортные самолёты, в начале войны арестован, находился в Норильлаге[1].
- Сестра — Галина (1915—1976)[1]